# Louis Marie Florent du Châtelet
Louis Marie Florent du Châtelet (Semur-en-Auxois, 20 novembre 1727 – Parigi, 17 dicembre 1793) è stato un generale, politico e diplomatico francese, che allo scoppio della rivoluzione francese comandava il Régiment des Gardes françaises cui era affidata la sorveglianza di Parigi. Impopolare tra i suoi soldati per la dura disciplina di stile prussiano imposta al suo reggimento, con l'inizio della rivolta nella capitale perse subito ogni autorità sul suo reparto, con i soldati che disertarono in massa per unirsi alla popolazione. Fu deputato all'Assemblea nazionale costituente dal 16 marzo 1789 al 30 settembre 1791. Dopo l'esecuzione di Luigi XVI fu arrestato in Piccardia e portato davanti al tribunale rivoluzionario, condannato a morte e ghigliottinato in Place de la Révolution.

## Biografia

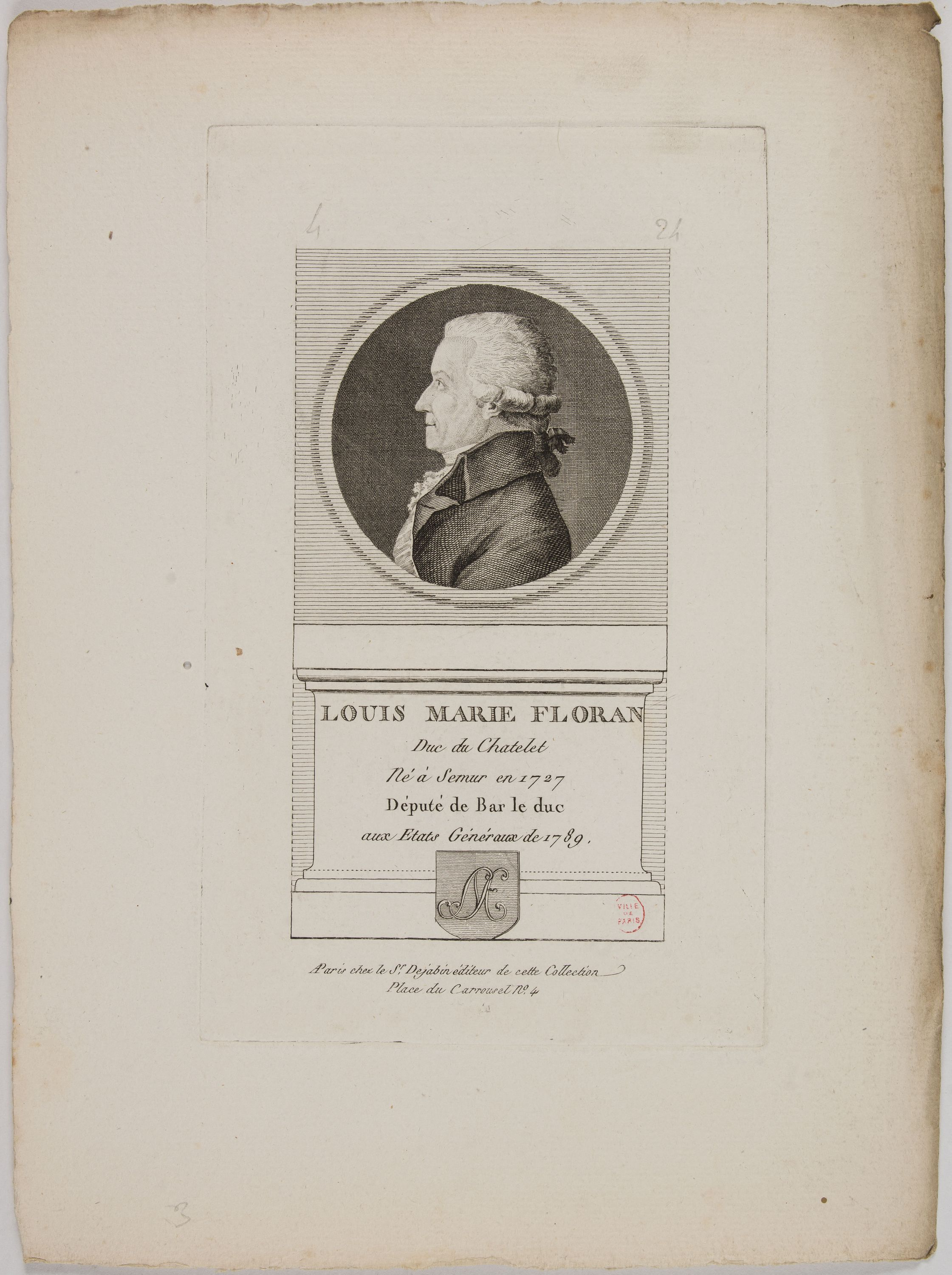
Ritratto di Louis Marie Floran, duca du Châtelet, deputato all'Assemblea nazionale costituente per il collegio di Bar-le-Duc.

Nacque a Semur-en-Auxois il 20 novembre 1727, figlio di Florent Claude, marchese du Châtelet, e di Émilie de Breteuil, celebre matematica, fisica e letterata, amica di Voltaire. Nel 1740 assunse il titolo di marchese du Châtelet, anche se più tardi portò alternativamente quello di conte di Lomont o di conte du Châtelet-Lomont. Infine, a partire dal 1770, portò quello di duca du Châtelet. Il 24 aprile 1752 sposò Diane Adélaïde de Rochechouart e il contratto tra i due giovani sposi, esponenti di due della più illustri casate di Francia, fu siglato a Versailles alla presenza del re Luigi XV, della regina Maria Leszczyńska, dei membri della famiglia reale, dei parenti e degli amici di famiglia.
All'epoca era colonnello del Régiment de Quercy e ciambellano dell'anziano re di Polonia Stanislao Leszczyński, suocero di Luigi XV e recentemente Duca di Lorena e Bar a vita. Visse quindi a Lunéville, dove il re polacco teneva una brillante corte e dove sua madre era morta pochi anni prima. Dopo essere stato promosso colonnello del Régiment de Quercy nel 1746, fu colonnello del Régiment de Navarre nel 1754. Il 9 agosto 1754 divenne brigadiere del Régiment du Roi. Nel 1757, nel corso della guerra dei sette anni, rimase ferito nel corso della battaglia di Hastenbeck. Fu poi Menin del delfino, uno dei sei gentiluomini così chiamati nell'Antica Francia perché particolarmente legati alla persona del principe ereditario.
Nel 1761 fu nominato da Luigi XV ministro plenipotenziario alla corte di Vienna, presso l'imperatore del Sacro Romano Impero Francesco I, ex duca di Lorena e Bar, in sostituzione di César Gabriel de Choiseul-Praslin, che era stato nominato ministro, rimanendovi fino al 1767. Cavaliere degli ordini del re nel 1764, alla morte di suo padre, nel 1765, ereditò il castello di Cirey, e fu nominato colonnello brigadiere nel 1767. Dopo la morte di Stanislao Leszczyński nel 1766 e l'annessione dei ducati alla Francia, egli, che non aveva più alcun legame con Lunéville, fece trasportare da questa città a Cirey tutto ciò che gli apparteneva. Nel 1768 fu nominato ambasciatore di Francia in Inghilterra e nel 1770 divenne "duca à brevet", cioè a titolo personale e non ereditario. Dopo aver unito al titolo di duca, che ricevette nel 1777, a quelli di conte di Ligny-en-Barrois, signore di Chamblay (Thiancourt), ecc., rifiutò il posto di capo del consiglio delle finanze, ma accettò il grado di luogotenente generale e le dignità di governatore generale di Toul e Toulois, governatore di Pont-à-Mousson, e colonnello del Régiment du Roi. Fu nominato maresciallo di campo delle armate de re e insignito della gran croce dell'Ordine di San Luigi.
Nel 1787, quando Luigi XVI convocò le assemblee provinciali per rimediare ai disagi dell'erario e riformare in modo sostenibile le tasse e l'economia francese, fu chiamato a presiedere l'assemblea provinciale dell'Île-de-France, nomina firmata da Luigi XVI che gli conferì la qualifica onorifica di "cugino". L'insediamento dell'assemblea, composta dai membri dei tre ordini, clero, nobiltà e Terzo Stato, ebbe luogo a Melun l'11 luglio e pronunciò il discorso di apertura.
Nel 1789, in occasione della convocazione degli Stati generali, l'eccitazione che si diffuse nelle province colpì anche il Régiment des Gardes françaises, di cui era colonnello comandante dal 1788 alla morte del duca Louis Antoine de Gontaut-Biron. A tale reggimento era affidata la sorveglianza di Parigi, e il nuovo colonnello era un fervente seguace della rigida disciplina militare prussiana che tentò immediatamente d'imporre alle sue truppe. Le dure punizioni fisiche erano all'ordine del giorno anche per infrazioni minori, ma non applicò la disciplina in modo uniforme. Gli ufficiali erano, solitamente, giovani aristocratici o ricchi che pensavano molto poco ai loro doveri verso il reggimento e spesso li trascuravano, se si presentavano. Non riuscì a imporre lo stesso livello di disciplina e ordine tra gli ufficiali, il che portò a una netta differenza di trattamento con i sottufficiali e i soldati. Per timore di vederli adottare principi contrari allo spirito della disciplina, fu vietato agli ufficiali, ai sottufficiali e ai soldati di partecipare alle assemblee distrettuali dove parlavano gli agitatori. Il 16 marzo 1789 fu eletto deputato per la nobiltà negli Stati generali per il baliato di Bar-le-Duc, sedendo a destra, pur facendo qualche timida concessione alle nuove idee.
Nel giugno 1789 qualche soldato del reggimento, refrattario agli ordini in vigore, avendo violato l'ordine di ritirarsi nelle caserme, fu condotto nel carcere militare dell'Abbazia, da dove il popolo parigino, assumendo la loro difesa, li trasse in salvo. Il 12 luglio, oramai impopolare, fu riconosciuto e inseguito dalla folla. Si rifugiò nel deposito dei suoi soldati, in Rue de la Chaussée-d'Antin, dove un soldato della compagnia di Gaillac, Joseph Barbet, prese coraggiosamente le sue difese, coprendolo con il suo corpo. Riuscì a convincere i suoi compagni che salvarono il loro colonnello e lo ospitarono nell'Hôtel de Richelieu, che era il loro quartier generale. Il 14 luglio perse ogni controllo sui suoi soldati quando la maggior parte di loro disertò e si unì alla rivoluzione, tanto che nella rivolta fu nuovamente arrestato e imprigionato.
La notte del 4 agosto all'Assemblea nazionale costituente votò per il rimborso della decima e di tutti i dazi feudatari sulla base di una giusta stima, e sottoscrisse l'abolizione delle corvée signorili e delle servitù personali: era dell'opinione che il riscatto dei diritti feudali sarebbe avvenuto tutto a vantaggio dei titolari. Sosteneva che tutti i ministri del re dovessero essere responsabili della loro gestione, e proposero di adottare nei loro confronti il mandato (warrant) inglese. "Questa ordinanza", disse, "è una garanzia che il Segretario di Stato contrae nei confronti della persona contro la quale è stata emessa". Si oppose all'espropriazione dei beni del clero, pur proponendo la destinazione, a pagamento del debito, di 400 milioni dei beni ecclesiastici. Del resto seguì le opinioni del suo ordine, pretese per il re il diritto alla pace e alla guerra, fu del parere che la questione della sovranità di Avignone dovesse essere negoziata con il papa, ecc. Del resto non tardò molto a mostrarsi del tutto contrario al progresso della rivoluzione.
Una lista scoperta tra le carte della regina Maria Antonietta in cui appariva anche lui, lo rese sospetto. Messo sotto accusa dopo il 10 agosto 1792, emigrò per poi ritornare dopo alcune settimane per proteggere le sue proprietà. Corrompendo persone in posizioni elevate nel rilascio di documenti d'identità e di soggiorno, riuscì a cancellare le tracce della sua emigrazione, per poi essere riabilitato. Dopo l'esecuzione di Luigi XVI, fu arrestato in Piccardia e portato davanti al tribunale rivoluzionario e condannato a morte. Fu ghigliottinato a Parigi, in Place de la Révolution, il 13 dicembre 1793, all'età di sessantasei anni. Su moglie venne giustiziata il 22 aprile 1794.

### Annotazioni
1. ↑  Nata nel 1732, figlia di François de Rochechouart e di Marie-Françoise Conflans.
2. ↑  Questa nomina fu accolta male dai soldati, i quali, molto attaccati al loro ex comandante e alla sua famiglia, avrebbero voluto come suo successore il duca di Lauzun, erede del suo nome e del suo titolo. Il duca du Châtelet aumentò il malcontento delle sue truppe con l'introduzione di riforme imprudenti nel reggimento e per la disciplina che pretendeva di imporre.
3. ↑  Secondo l'autore Daniel Gerould, il duca tentò di suicidarsi tagliandosi le vene con una scheggia di vetro mentre era in prigione.

### Fonti
1. 1 2 3 4 5 6 7 8 9 10 11 12 13 14 15 16 17 18  Robert, Cougny 1890, p. 71.
2. 1 2 3  Assemblee Nationale.
3. 1 2 3  Science.
4. 1 2 3 4 5 6 7 8 9  Versailles.
5. ↑  Corvisier 1982, p. 361.
6. ↑  Chaboche 1987, p. 320.
7. 1 2 3  Muse.
8. ↑  Robert, Cougny 1890, p. 72.